# Битва на Нежатиной Ниве
Битва на Нежатиной Ниве — сражение между войсками русских князей Изяслава и Всеволода Ярославичей и их сыновей Ярополка и Владимира с одной стороны, и Бориса Вячеславича и Олега Святославича — с другой, произошедшее 3 октября 1078 года в окрестностях Чернигова. Сражение окончилось поражением войск Бориса и Олега. В битве погибли Изяслав Ярославич и Борис Вячеславич. Битва упоминается в «Слове о полку Игореве».
Битва произошла в месте под названием Нежатина Нива. Его точное местонахождение неизвестно.

## История

### Предыстория
На протяжении более чем 20 лет после смерти киевского князя Ярослава Мудрого трем его сыновьям — Изяславу, Святославу и Всеволоду Ярославичам удавалось контролировать практически всю Русь, за редкими исключениями. Но, помимо Всеслава Полоцкого (их двоюродного племянника), сумевшего в конечном счёте сохранить свою независимость и даже покняжить короткое время в Киеве, к концу 1070-х годов достигли совершеннолетия и дети троих Ярославичей, умерших раньше членов триумвирата. В 1066 году с помощью греков Святославу Ярославичу удалось избавиться от самого старшего из них, Ростислава Владимировича. 27 декабря 1076 года князь Святослав умер. При поддержке польского короля Болеслава II на киевский стол вернулся Изяслав Ярославич. Его брат Всеволод не стал оспаривать у него княжение и по договору с ним вдобавок к своим владениям получил Чернигов. Дети Святослава Глеб, Роман и Олег остались без уделов. Олег Святославич был выведен из Владимира-Волынского и в 1077—1078 гг. жил при дворе Всеволода в Чернигове. В своём «Поучении» Владимир Мономах писал:
И снова из Смоленска пришёл к отцу в Чернигов. И Олег пришёл, выведенный из Владимира. И позвал его к себе на обед, с отцом, в Чернигове, на Красном дворе, и дал отцу 300 гривен золота.
По одной из версий, эту значительную сумму Владимир заплатил своему отцу, чтобы примирить его с Олегом Святославичем и гарантировать лояльность последнего. Однако Олег, так и не получив от Изяслава и Всеволода Ярославичей какого-либо удела, положенного по лествичному праву, решил силой отвоевать себе княжение и в апреле 1078 года бежал в Тмутаракань. Там в это время находились его брат Роман и двоюродный брат Борис Вячеславич, также оставшийся без удела на Руси. Олегу удалось договориться с Борисом о совместных действиях против Изяслава и Всеволода. Не располагая собственными силами для противостояния могущественным князьям, они решили нанять половцев. Главный удар они нанесли по Чернигову. Для Олега Чернигов был городом, где он родился и где во время «триумвирата Ярославичей» правил его отец. Но и Всеволод считал, что этот город должен принадлежать ему по праву старшинства, так как он, уступив Киев Изяславу, ушел в княжество, которым в период «триумвирата» правил Святослав. 25 августа 1078 года в битве на реке Сожице (Оржице) войска Всеволода были разбиты, и Олег с Борисом вошли в Чернигов.
На помощь Всеволоду пришел его сын Владимир, с боем прорвавшийся в Переяславль через половецкие войска. После прибытия сына Всеволод отправился в Киев, где попросил выступить на Чернигов Изяслава и его сына Ярополка. Объединённое войско четырёх князей подошло к городу в момент, когда в нём отсутствовали Олег Святославич и Борис Вячеславич. Жители Чернигова отказались открыть ворота и после штурма отступили в городской детинец. После этого осаждавшие город князья получили весть, что на выручку черниговцам спешат Олег и Борис со своими войсками. Осада была снята, рати Изяслава, Всеволода и их сыновей двинулись навстречу противникам. Они встретились 3 октября 1078 года в месте, известном как Нежатина Нива.

### Место битвы
Точное место битвы неизвестно. Топоним Нежатина Нива в источниках упоминается только при описании битвы между потомками Ярослава Мудрого. Как отмечал А. В. Терещенко, существует несколько версий о местонахождении Нежатиной Нивы:
- Н. С. Арцыбашев полагал, что упомянутый в летописях лес у Нежатиной Нивы имеет отношение к Лесковице — историческому району Чернигова. Его мнение поддержали М. П. Погодин и Д. И Багалей[13].
- Н. В. Гербель отождествлял Нежатину Ниву с городом Нежатином на среднем Остре (в левобережной части современного г. Нежин Черниговской области Украины). Аналогичной версии придерживались С. М. Соловьев и Н. П. Барсов[13].
- П. В. Голубовский выдвинул две гипотезы о месте битвы. Согласно первой, она произошла близ устья реки Замглай. Согласно второй, битва развернулась неподалёку от Чернигова на правом берегу Десны[13].
- К. В. Кудряшов полагал, что Нежатина Нива была расположена между Нежинским перевозом, выводившим из южной части Чернигова через Десну на дорогу к г. Нежину, и рекой Канин[1].

### Ход битвы

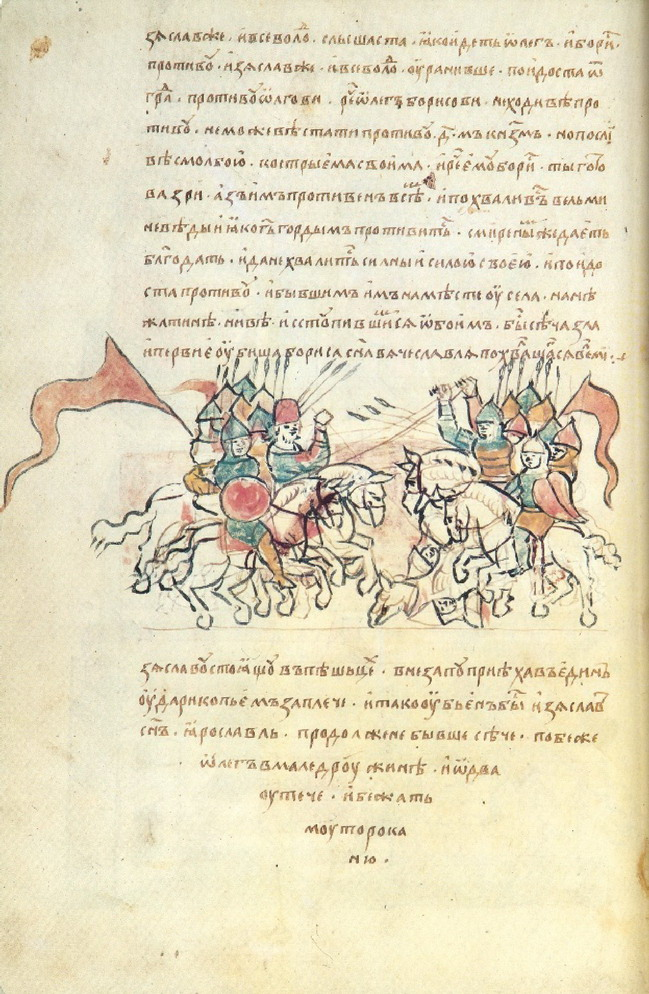
Страница Радзивилловской летописи с иллюстрацией и описанием битвы

Согласно Лаврентьевской летописи, увидев вражескую рать, Олег сказал Борису: «Не пойдём против них, не можем мы противостоять четырём князьям, но пошлём с смирением к дядьям своим». Однако Борис отверг мирные инициативы Олега, ответив: «Смотри, я готов и стану против всех». После этого оба войска пошли навстречу друг другу. Летописи характеризуют битву как ожесточённую. Первым из князей погиб Борис Вячеславич, он был убит в самом начале сражения. После этого пал и Изяслав Ярославич — когда он стоял в строю пеших воинов, подъехавший сзади всадник ударил его копьём. По одной из версий, он был убит кем-то из своих воинов. По другой версии, конница Олега Святославича зашла в тыл пешей рати Изяслава и Всеволода, в результате чего боевое построение было нарушено и Изяслав оказался беззащитным перед неприятельскими воинами. Несмотря на гибель старшего князя, сражение продолжилось, и вскоре войска Олега и Бориса были разбиты. Олег с остатками дружины бежал в Тмутаракань.

### Дальнейшие события
Всеволод Ярославич после гибели брата стал великим князем киевским, Чернигов он отдал своему сыну Владимиру, сохранившему за собой и Смоленск, а Переяславль — сыну Ростиславу.
В 1079 году брат Олега Роман Святославич во главе половецких войск вторгся на Русь. У Переяславля Всеволод Ярославич заключил с половцами мир, и на обратном пути в степь те убили Романа. Самого Олега в том же году схватили хазары и отвезли в Константинополь. По мнению некоторых историков, их действия были согласованы с Всеволодом, который прислал в Тмутаракань посадника Ратибора. Другие исследователи отрицают участие Всеволода в этих событиях, поскольку в летописях нет соответствующих сведений.

## В «Слове о полку Игореве»
Битва упоминается в «Слове о полку Игореве» — выдающемся памятнике древнерусской литературы:
Были века Трояна, минули годы Ярослава, были и войны Олеговы, Олега Святославича. Тот ведь Олег мечом раздоры ковал и стрелы по земле сеял. Вступает он в золотое стремя в городе Тмуторокани, звон же тoт слышал давний великий Ярославов сын Всеволод, а Владимир каждое утро уши закладывал в Чернигове. Бориса же Вячеславича жажда славы на смерть привела и на Канине зеленую паполому постлала ему за обиду Олега, храброго и молодого князя. С такой же Каялы и Святополк бережно повез отца своего между венгерскими иноходцами к святой Софии, к Киеву. Тогда при Олеге Гориславиче сеялись и прорастали усобицы, гибло достояние Даждь-Божьих внуков, в княжеских распрях век людской сокращался. Тогда на Русской земле редко пахари покрикивали, но часто вороны граяли, трупы между собой деля, а галки по-своему говорили, собираясь лететь на поживу.